# Стеркорит
Стеркорит (англ. stercorite; нім. Stercorit m) — мінерал, водний фосфат нашатирю і натрію.
Від лат. stercoro — угноюю (T.J.Herepath, 1849).
Синоніми: стьоркорит.

## Опис
Хімічна формула: (NH4)NaH[PO4]•4H2O. Містить (%): (NH4)2O — 12,46; Na2O — 14,82; P2O5 –33,96; H2O — 38,76. Домішки: K, Ca.
Сингонія триклінна (псевдомоноклінна). Призматичний вид. Форми виділення: короткопризматичні кристали, кристалічні маси, жовна. Густина 1,6. Твердість 2. Колір білий, жовтий, коричнюватий. Розчиняється у воді. Рідкісний мінерал гуано.

## Розповсюдження
Знахідки: у гуано Гуанап (поблизу Перу), о. Ічабо (Намібія).